# Meyer Hamburger

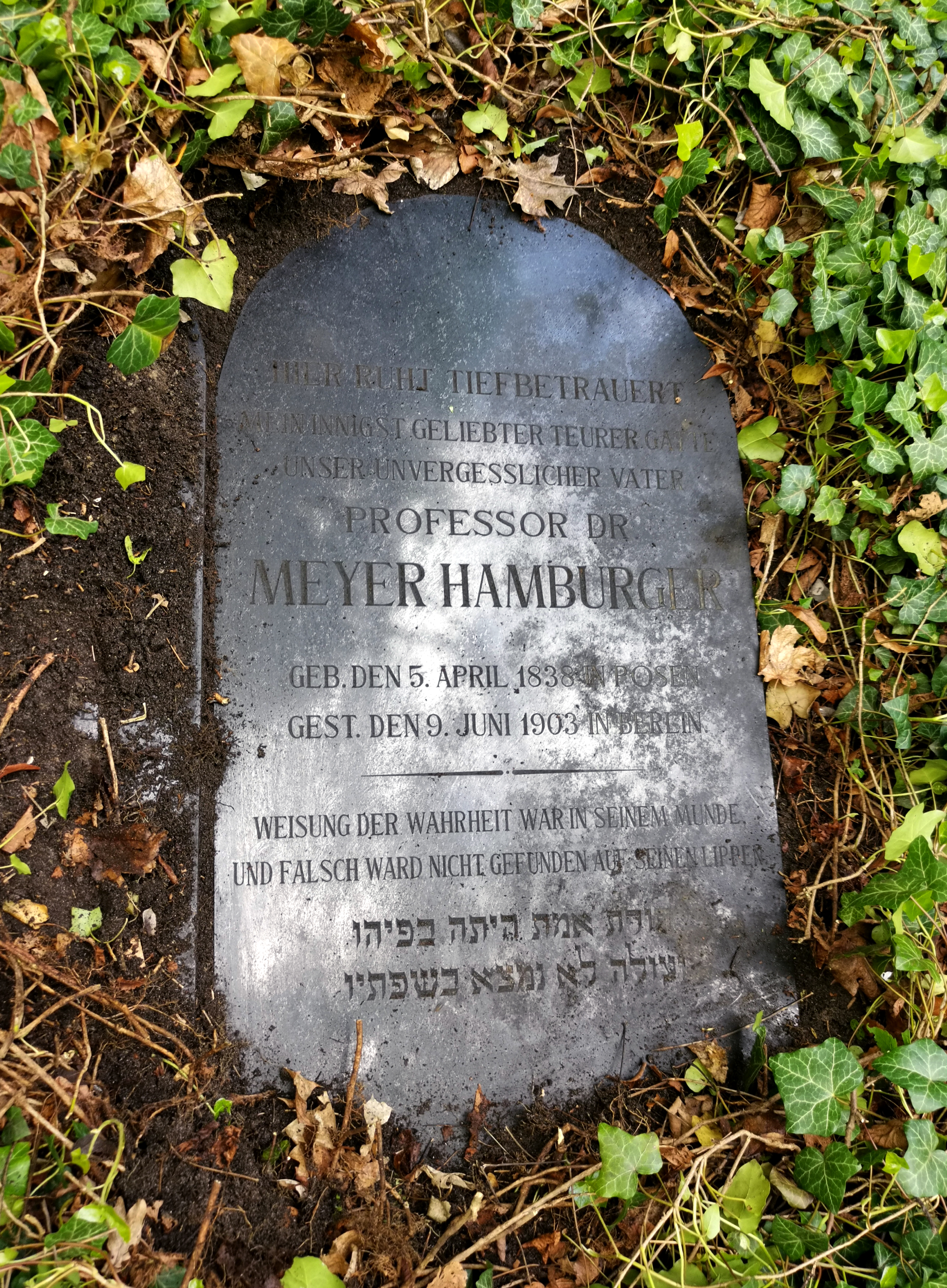
Grab auf dem Jüdischen Friedhof Berlin-Weißensee

Meyer Hamburger (5. April 1838 in Posen – 9. Juni 1903 in Berlin) war ein deutscher Mathematiker, der sich mit Funktionentheorie und Differentialgleichungen befasste.

## Leben
Seine Eltern waren Ernestine und Nathan Zacharias Hamburger und sein Vater war Kaufmann in Posen. Die finanziellen Mittel der Familie waren allerdings auch wegen vieler Kinder beschränkt. Nach einem herausragenden Abitur am Friedrich-Wilhelms-Gymnasium in Posen, das auch die Mathematiker Leo Koenigsberger und Lazarus Fuchs besucht hatten, begann er zunächst für ein halbes Jahr eine Buchhändlerlehre, bis ihm sein Vater im Winter 1856 erlaubte nach Berlin zu gehen, um am Gewerbeinstitut Berlin Chemie zu studieren. Da seinerzeit jüdische Gelehrte nicht preußische Beamte werden konnten, erhoffte sein Vater, dass sich Aussichten auf Verwendung in der aufblühenden chemischen Industrie eröffneten. Dort saß er mit Richard Doergens und Hermann Amandus Schwarz in den mathematischen Vorlesungen des jungen Karl Weierstraß. Als er erkannte, dass die Chemie ihn wenig interessierte, wechselte er an die Friedrich-Wilhelms-Universität zu Berlin und studierte Mathematik, Physik und Philosophie. Im April 1863 bestand er das Lehramts-Examen (damals pro facultate docendi genannt), musste aber gleichzeitig unterschreiben, dass er kein Lehramt an höheren Schulen anstrebte, wo Juden damals in Preußen nicht zugelassen waren. Er unterrichtete von Februar 1864 bis zu seinem Tod als Oberlehrer an der Knabenschule der jüdischen Gemeinde von Berlin. 1865 wurde er in Halle in Mathematik zum Dr. phil. promoviert. Die Dissertation wurde 1871 veröffentlicht.
Am 15. Januar 1879 erhielt er auf Anregung von Julius Weingarten außerdem die Genehmigung zur Abhaltung von Vorlesungen an der Berliner Bauakademie. Er hielt zunächst Vorlesungen als Privatdozent. Als Eugen Netto 1883 nach Gießen ging, war er auf Vorschlag Leopold Kroneckers als Nachfolger für das Extraordinariat vorgesehen; den Vorzug erhielt aber Johannes Knoblauch. 1885 erhielt er als Dozent an der inzwischen aus dem Zusammenschluss von Bauakademie und Gewerbeinstitut entstandenen Technischen Hochschule Berlin-Charlottenburg den Lehrauftrag für algebraische Analysis und Algebra und wurde zum Professor ernannt. Später hielt er Vorlesungen über Einleitung in die Funktionentheorie, Variationsrechnung und Potentialtheorie.
Hamburger wurde auf dem Jüdischen Friedhof Berlin-Weißensee beigesetzt (Feld N 2, EB 1049, 25321).

## Werk
Seine Arbeiten gehören meist dem Gebiete der Funktionentheorie und der Theorie der gewöhnlicher und partieller Differentialgleichungen an. Auch als philosophischer Schriftsteller trat er an die Öffentlichkeit.
Er befasste sich vor allem mit Systemen partieller Differentialgleichungen 1. Ordnung (Pfaffsches Problem) und gewöhnlichen Differentialgleichungen im Komplexen und des Verhaltens ihrer Lösungen in der Umgebung singulärer Stellen (entlang der von Lazarus Fuchs begründeten Forschungsrichtung, aus der die Fuchs'sche Differentialgleichung besonders bekannt ist). 1873 bemerkte er, dass das Jordansche Reduktionsverfahren vorteilhaft in der von Lazarus Fuchs entdeckten Lösungsmethode für Differentialgleichungen n-ter Ordnung mit variablen Koeffizienten angewandt werden könne.
Er wurde gelegentlich zusammen mit Lazarus Fuchs und Leo Koenigsberger „Dreigestirn der Mathematiker“ aus Posen bezeichnet.

## Mitgliedschaften, Privates
Am 31. Dezember 1895 wurde er zum Mitglied der Deutschen Akademie der Naturforscher Leopoldina gewählt. Er war Mitglied der DMV und 1872 bis 1895 der Berliner Physikalischen Gesellschaft.
Er heiratete Henrietta Landsberg (1852–1928), mit der er sechs Kinder hatte; darunter Toni (1887–1971), die Frau des Rabbiners Max Wiener.

## Veröffentlichungen
- Bemerkung über die Form der Integrale der linearen Differentialgleichungen mit veränderlichen Coefficienten, Journal f. reine u. angew. Math., Band 76, 1873, S. 113–125.
- Zur Theorie der Integration eines Systems von n linearen partiellen Differentialgleichungen 1. Ordnung mit 2 unabhängigen und n abhängigen Veränderlichen, Journal f. reine u. angew. Math., Band 81, 1876, S. 243–280
- Über ein Prinzip zur Darstellung des Verhaltens mehrdeutiger Funktionen einer komplexen Variablen, insbesondere der Integrale linearer Differentialgleichungen in der Umgebung singulärer Punkte, Journal f. reine u. angew. Math., Band 83, 1877, S. 185–209
- Über die Wurzeln der Fundamentalgleichung, die zwischen singulären Punkte einer linearen Differentialgleichung gehört, Journal f. reine u. angew. Math., Band 84, 1877, S. 264–266
- Über das Pfaffsche Problem, Archiv d. Math. u. Physik, Band 60, 1877, S. 185–215
- Zur Theorie der Integration eines Systems von n nicht linearen partiellen Differentialgleichungen 1. Ordnung mit 2 unabhängigen und n abhängigen Veränderlichen, Journal f. reine u. angew. Math., Band 93, 1882, S. 188–214
- Erweiterung eines Pfaffschen Satzes auf simultane totale Differentialgleichungen 1. Ordnung und Integration einer Klasse von simultanen partiellen Differentialgleichungen, Journal f. reine u. angew. Math., Band 110, 1892, S. 158–176
- Über die singulären Lösungen der algebraischen Differentialgleichungen erster Ordnung, Journal f. reine u. angew. Math., Band 112, 1893, S. 205–246
- Über die singulären Lösungen der algebraischen Differentialgleichungen höherer Ordnung, Journal f. reine u. angew. Math., Band 121, 1900, S. 265–299
- Über die singulären Lösungen eines algebraischen Differentialgleichungssystems erster Ordnung mit n abhängigen Variablen, Journal f. reine u. angew. Math., Band 122, 1900, S. 322–354
- Über die Umformung von geschlossenen Integralen, Journal f. reine u. angew. Math., Band 124, 1902, S. 28–37
- Über das Cauchysche Integral, Sitzungsberichte der Berliner Math. Ges., Band 2, 1903, S. 17–25.
- Gedächtnisrede auf Immanuel Lazarus Fuchs, Archiv d. Math. u. Physik, Band 3, 1902, S. 177–185[7]